# Le Coup de bambou
Pour plus de détails, voir Fiche technique et Distribution.
Le Coup de bambou est un film de Jean Boyer sorti en 1963.

## Synopsis
Après la vente d'un bistrot, une jeune femme oublie dans un taxi l'argent de la transaction, ruinant ainsi son couple. Afin d'échapper aux reproches de son époux, elle simule l'amnésie.

## Fiche technique
- Titre : Le Coup de bambou
- Réalisateur : Jean Boyer
- Société de production : Les Films Corona
- Box Office France : 549 415 entrées (réf Allociné)
- Pays d'origine  : France
- Genre : Comédie
- Durée : 1h30
- Date de sortie :  12 avril 1963 en France

## Distribution
- Jean Richard : Albert
- François Périer : Léon Brissac
- Micheline Presle : Angèle Brissac
- Noël Roquevert : Dr. Séverin
- Jean Lefebvre : L'auvergnat
- Jacques Dufilho : Le chauffeur de taxi
- Léon Zitrone
- Paul Bisciglia
- Jacques Dynam
- Dominique Zardi
- Claudie Laurence
- Sophie Mallet
- Lucienne Marchand